# Tassa per lo smaltimento dei rifiuti solidi urbani
La tassa per lo smaltimento dei rifiuti solidi urbani, abbreviata in TARSU, era una tassa italiana, prevista dal d.lgs 15 novembre 1993 n. 507.
L'applicazione era demandata ai comuni, sulla base del costo totale del servizio di raccolta e successivo smaltimento dei rifiuti usando come parametro la superficie dei locali di abitazione e di attività dove possono avere origine rifiuti di varia natura.
La tassa era dovuta al Comune per il servizio di raccolta e smaltimento dei rifiuti solidi urbani, oltre che di spazzamento delle strade pubbliche. Il servizio è gestito dal Comune in regime di privativa. È stata sostituita assieme a TIA e TARES dalla TARI con la Legge 27 dicembre 2013, n. 147 (Finanziaria 2014).

## Oggetto
Oggetto di raccolta sono i rifiuti domestici e quelli cosiddetti assimilati ovvero quelli derivanti da attività economiche, artigianali, industriali che possono essere assimilati (con decisione del comune tramite apposita delibera) per qualità a quelli domestici.

## Natura della tassa
Il presupposto della tassa è l'occupazione di uno o più spazi, adibiti a qualsiasi uso e giacenti sul territorio del comune dove il servizio di smaltimento rifiuti è reso in maniera continuativa. Quindi, il presupposto impositivo non è il servizio prestato dal comune, ma la potenziale attitudine a produrre rifiuti da parte dei soggetti detentori degli spazi. Infatti, fatta eccezione per i comuni con popolazione inferiore a 35 000 abitanti, l'importo da corrispondere per questa tassa non è commisurato ai rifiuti prodotti, ma alla quantità di spazi occupati.

Tali presupposti danno a questa tassa natura di imposta anziché di tassa, il cui importo viene invece commisurato al servizio prestato. Un altro elemento che lascia propendere verso la natura di tributo è dato dal fatto che la TARSU non è soggetta a IVA, come lo sarebbe invece stato qualunque tipo di servizio.

## Soggetti passivi
Soggetti passivi di questa tassa sono i detentori di immobili e di superfici scoperte operative a qualsiasi uso destinate che esistono nel territorio del comune impositore.

Chi detiene o occupa a qualsiasi titolo un immobile o una superficie operativa deve presentare una Denuncia ai fini dell'applicazione della TARSU, dichiarando la superficie dell'immobile, l'uso a cui è destinata, i dati catastali oltre ai suoi dati personali.
Sono esenti dal pagamento del tributo gli immobili che per loro natura non possono produrre rifiuti perché in obiettive condizioni di inutilizzabilità che devono essere denunciate e dimostrate con idonea documentazione dal detentore o proprietario.

## Le categorie
L'Ente territoriale, con apposito Regolamento, stabilisce delle categorie a cui corrispondono delle tariffe al metro quadro: ogni categoria identifica dei gruppi all'interno dei quali si possono riunire particolari tipologie di immobili destinati ad attività economiche o a scopo residenziale. Le categorie possono essere suddivise in due gruppi principali: gli immobili a uso domestico e quelli ad uso non domestico.
Un negozio sarà inserito nella categoria "non domestico", mentre in quello "domestico" andranno le abitazioni o i box se pertinenze delle abitazioni stesse. La tariffa, applicata al metro quadro, sarà stabilità tenendo conto della tipologia e potenziale quantità di rifiuto prodotto. Al supermercato o al negozio di frutta e verdura o alla pescheria sarà applicato di norma una tariffa più alta rispetto all'abitazione. Di fatto però, la commisurazione della tassa non è legata all'effettiva produzione di rifiuti, ma alla superficie netta calpestabile dell'immobile. Un solo abitante di una casa di 100 m2 paga di più di cinque persone che risiedono in un alloggio di 50 m2, tranne che nel comune di Teramo dove invece la TARSU è calcolata tenendo conto anche del numero dei componenti residenti presso l'abitazione.

Non sono soggetti alla Tassa Rifiuti Solidi Urbani i rifiuti definiti tossico-nocivi che devono essere smaltiti a carico del produttore con apposite ditte che provvedono allo smaltimento di questi rifiuti pericolosi.

## Riscossione del tributo
Il comune riscuote la tassa con l'iscrizione a ruolo del tributo dovuto, quindi con l'emissione di cartelle esattoriali che possono essere anticipate da un avviso di pagamento detto anche avviso bonario che permette al cittadino di pagare senza i costi di notifica della cartella e al comune di incassare prima le somme.
Il Comune non può comunque incassare più di quanto spenda per il servizio di raccolta e smaltimento.